# Dekanat stopnicki
Dekanat stopnicki – jeden z 33 dekanatów rzymskokatolickiej diecezji kieleckiej. Tworzy go 12 parafii:
- Biechów – pw. Wszystkich Świętych
- Czyżów – pw. Matki Bożej Nieustającej Pomocy
- Kargów – pw. Matki Bożej Częstochowskiej
- Niziny – pw. św. Stanisława b. m.
- Oblekoń – pw. Najświętszej Maryi Panny Królowej Świata
- Oleśnica – pw. Wniebowzięcia NMP
- Pacanów – pw. św. Marcina b. w.
- Rataje Słupskie – pw. Nawiedzenia Najświętszej Maryi Panny
- Stopnica – pw. św. Piotra i Pawła App.
- Stopnica – Kąty Stare – pw. św. Antoniego Padewskiego
- Tuczępy – pw. św. Jana Chrzciciela
- Zborówek – pw. św. Idziego opata